# 621 v.Chr.

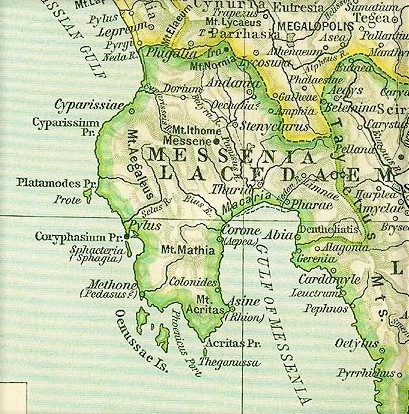
Messenië (Griekse Peloponnesos)

Het jaar 621 v.Chr. is een jaartal volgens de christelijke jaartelling.

## Gebeurtenissen

### Griekenland
- Tweede Messenische Oorlog: Sparta weet de oorlog in haar voordeel te beslechten, de Heloten worden zwaar bestraft.
- In Athene wordt Draco aangesteld als archont, hij vaardigt een uiterst strenge draconische wetgeving uit, die een einde moet maken aan de bloedwraak.